# 서울 옥천암 마애보살좌상
서울 옥천암 마애보살좌상(서울 玉泉庵 磨崖菩薩坐像)은 서울특별시 서대문구, 옥천암에 있는 고려시대의 보살상이다. 1973년 6월 7일 서울특별시의 유형문화재 제17호 보도각 백불(普渡閣 白佛)로 지정되었으나, 2009년 6월 4일 옥천암 마애좌상으로 문화재 명칭이 변경되었다. 2014년 1월 13일 보물 지정 예고를 거쳐, 2014년 3월 11일 대한민국의 보물 제1820호 서울 옥천암 마애보살좌상로 승격, 지정되었다.

## 개요
서울 서대문구 홍은동 옥천암 경내의 거대한 암석에 새겨진 높이 5m의 마애불로 ‘백불(白佛)’또는 ‘해수관음(海水觀音)’이라고 불린다. 현재 불상이 새겨진 바위는 사면을 모두 개방한 각(閣)을 세워 보존하고 있다. 전하는 말에 의하면 이성계가 서울에 도읍을 정할 때 이 마애불 앞에서 기원하였으며, 조선 후기 고종의 어머니도 아들을 위하여 이곳에서 복을 빌었는데 이때부터 하얗게 칠을 하였다고 한다.
머리에는 꽃무늬가 장식된 화려한 관(冠)을 쓰고 있으며, 머리카락은 어깨를 따라 팔꿈치까지 길게 늘어져 있다. 비교적 둥근 얼굴은 눈이 가늘고 입이 작게 표현되어 고려시대 불상의 일반적인 특징을 보여준다. 옷은 양쪽 어깨를 감싸고 있으며 신체는 전체적으로 단정한 모습이다. 옷주름은 선이 깊지는 않지만 신체 전반에 부드럽게 흘러내리고 있다. 손은 오른손을 들어 엄지와 가운데 손가락을 맞대고 왼손은 무릎 위에 올려놓은 아미타불의 손모양을 하고 있다.
고려시대에 만들어진 마애불로서 《북한산 구기리 마애석가여래좌상》(보물 제215호)과 같은 계열의 작품으로 보인다.

## 보물 지정사유
서울 옥천암 마애보살좌상(서울 玉泉庵 磨崖菩薩坐像)은 5미터가 넘는 대형의 마애상으로 상 전면이 흰색 호분이 칠해져 있어 일반적으로 ‘보도각 백불(普渡閣 白佛)’ 또는 ‘백의관음(白衣觀音)으로 불렸다. 이 마애보살좌상에 관해서 성현(成俔, 1439-1504년)의 『용재총화(慵齋叢話)』에 정확히 기록하고 있는 것이 확인된다.
마애보살좌상의 상호(相好)는 사실적이고, 설법인(說法印)의 수인의 형태도 유려하며, 어깨에 드리워진 천의(天衣)와 가슴에 대각선으로 걸쳐있는 넓은 띠주름도 유연하게 흘러 내려 훌륭한 조각 표현을 보여준다. 전체적으로 개성 관음굴 석조보살반가상 2점과 비교되는 고려 후기 조각의 특징을 잘 보여주면서 보존상태도 양호하여 고려시대 불교조각 연구에 중요한 작품으로 판단된다.

## 현지 안내문
이 불상은 옥천암 보도각 안 바위에 새겨진 마애좌상이다. 불암 또는'보도각 백불'로 일컫지만, 조선말기부터 통칭하여 '백의관음상'으로 부르고 있다.
조선 태조 이성계가 한양에 도읍을 정할 때, 이 존상 앞에서 기원했으며 흥선대원군의 부인도 아들 고종을 위해서 기도했다는 말이 전해 내려오는 서울의 이름난 불교 존상이다.
독립된 거대한 불암바위 앞면에 5미터의 장대한 마애상을 새겼다. 그리고 이 위에 팔작지붕의 전실형 건물을 세워 마애상을 보호하고 있다. 존상은 머리에 고려 초기부터 유행하던 높은 보관을 쓰고 있는데, 뿔처럼 생긴 관대에는 시대적 특징을 보여주는 화려한 꽃무늬 수술 장식이 표현되어 있다. 존상의 얼굴은 타원형인데 양감이 비교적 부드럽고 눈·코·입이 단아하다. 신체는 건장하면서도 유연한 편이며 얼굴은 단정하면서도 부드러운 인상이어서 고려 12~13세기 마애불상 양식을 대표하는 걸작으로 평가된다.

## 사진

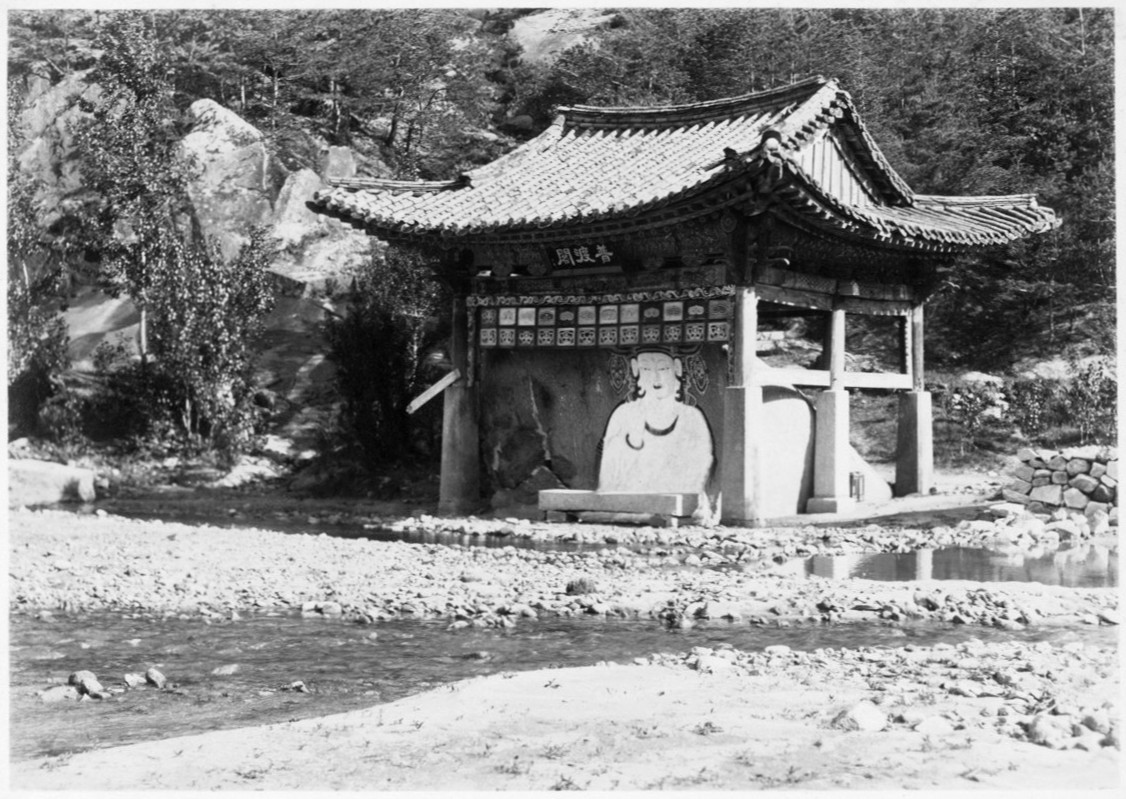
일제시대의 백화
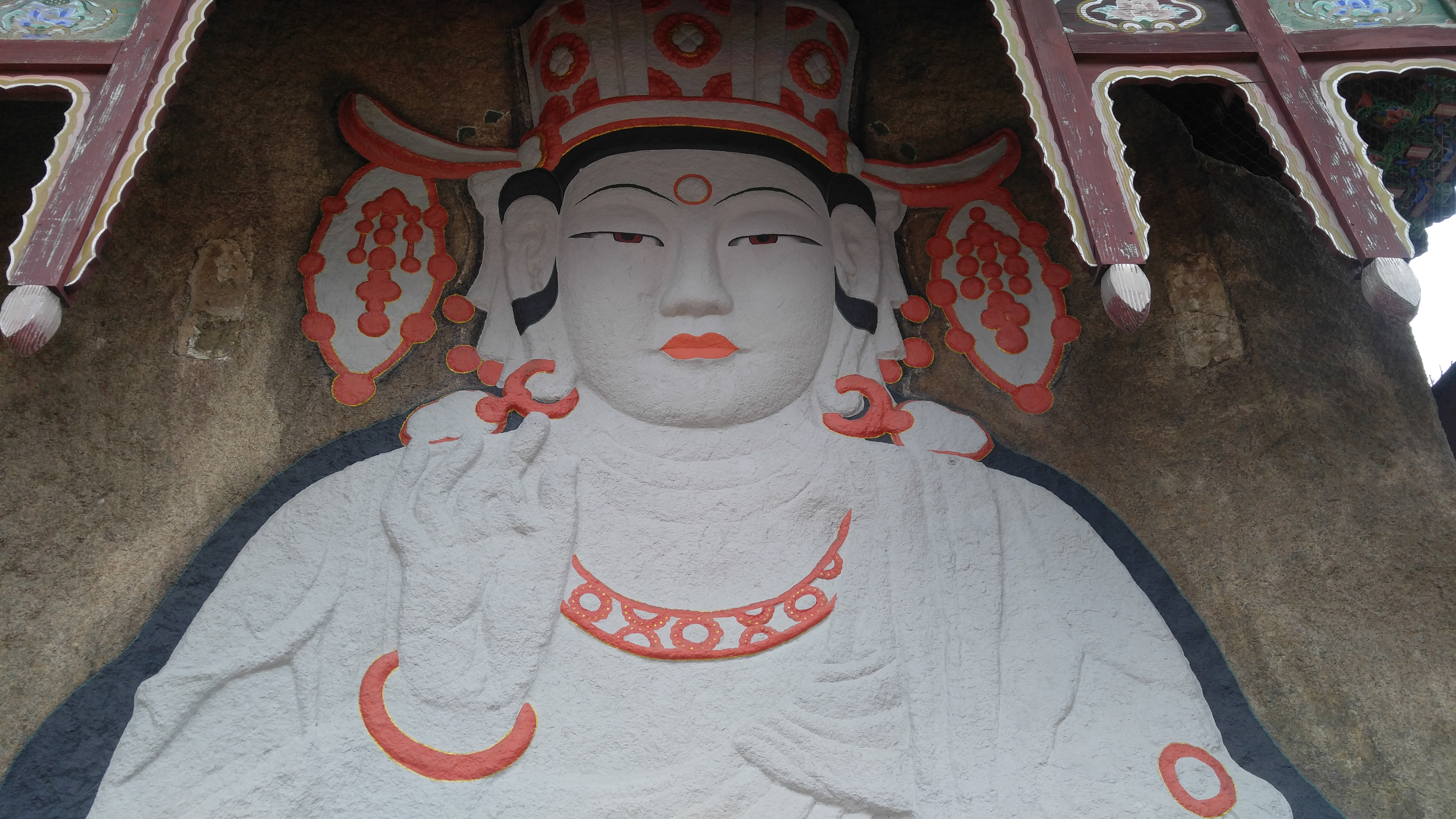
백불
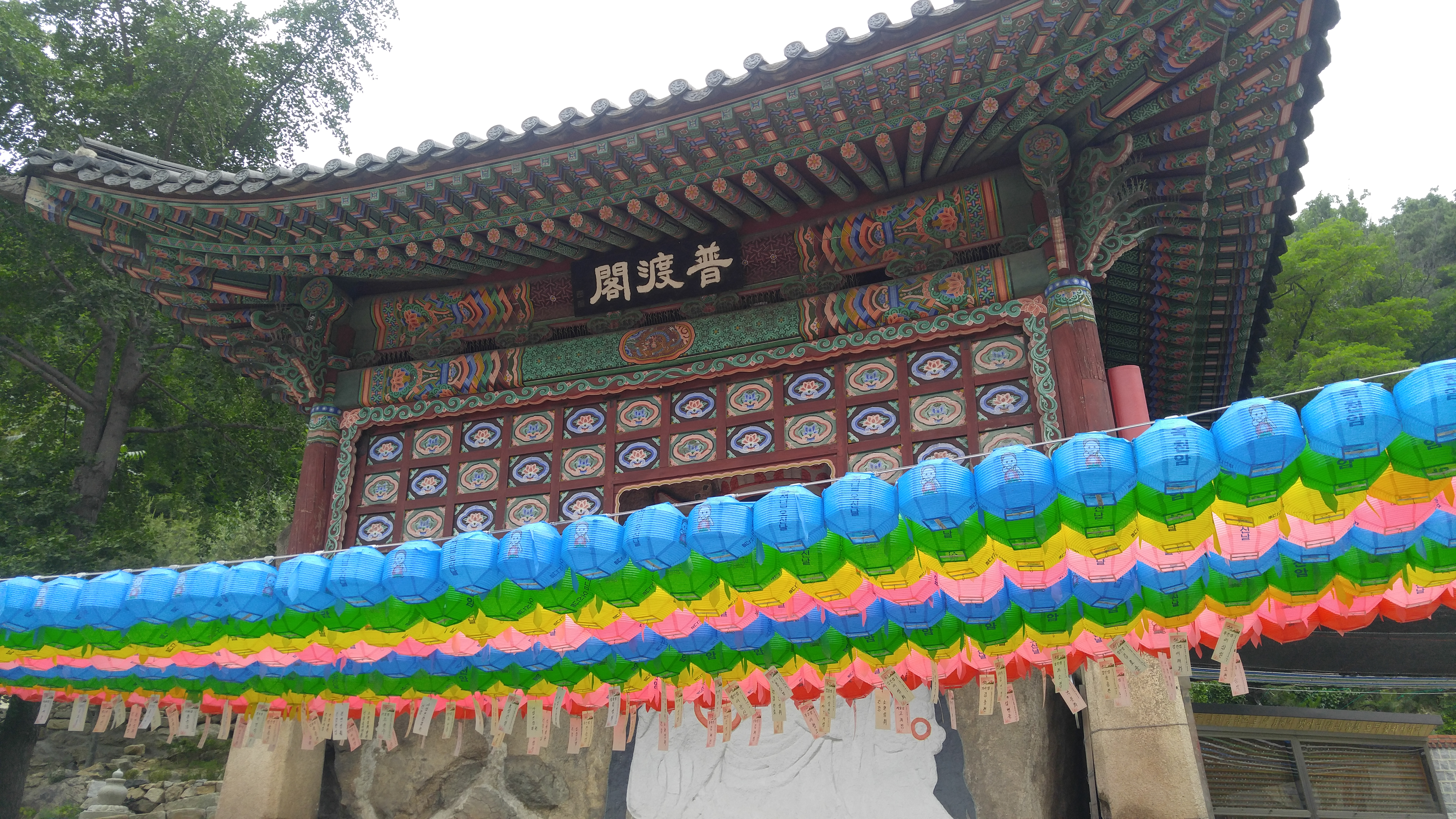
보도각

## 같이 보기
- 옥천암
- 서울 보타사 마애보살좌상 - 보물 제1828호

## 참고 자료
- 위키미디어 공용에 서울 옥천암 마애보살좌상 관련 미디어 분류가 있습니다.
- 서울 옥천암 마애보살좌상 - 국가유산청 국가유산포털